# Закатон
Закатон (енгл. Zacatón) је понор испуњен термалном водом који припада групи необичних крашких карактеристика које се налазе у савезној држави Тамаулипас у Мексику. То је најдубљи познати понор испуњен водом на свету са дубином од 339 метара.
Помоћу робота измерена је дубина.20 метара је разлика између ивице литице и понора. Овај понор има приметан приток воде.

## Хидрогеологија
Закатон је само један од бројних понора и других крашких карактеристика у региону. Овде се налази неколико пећина. Ове јаме су се почеле формирати током плеистоценског периода као резултат вулканске активности. Вода раствара кречњак који се налази на врху понора.

## Маје
Некада су народ Маје користили овај понор као неку врсту светишта. Ту су приносили жртве њиховом богу кише званом Чач. Према њиховој митологији бог Чач живи у овом понору. Ово је наводно и улаз у подземни свет. Неки рониоци данас када уђу у понор осете нечије присуство близу себе. Мисли се да је то Чач. Овај понор је зато наводно уклет.